# 柳瀬敬之
柳瀬 敬之（やなせ たかゆき、1974年1月21日 - ）は日本のメカニックデザイナー。京都府出身。

## 来歴
建築専門学校を卒業後、建築設備の会社に就職するが、マンガ家を目指すために3ヶ月で退社。本屋でアルバイトで働きつつ、漫画の投稿作品を描く生活を送る。
1997年、スクウェアのデザイナー募集に合格し、すぐに当時子会社だったドリームファクトリーに移籍して開発が追い込み時期だった『トバル2』にモーションデザイナーとして携わる。1998年にPlayStation用ゲーム『エアガイツ』のOPのメカデザインでデビュー。1999年にメカニックデザイナーを募集していたフロムソフトウェアに入社。『アーマード・コア2』、Xbox用ゲーム『叢-MURAKUMO-』でメカデザインを担当。特に『叢-MURAKUMO-』では、企画、デザイン、世界観まで広く任された。2002年に同社を退社し、以降はフリーとして雑誌『ガンダムエース』のイラスト提供やフリーランスとしてゲームのメカデザインなどを行う。
2005年の『交響詩篇エウレカセブン』にて初めてアニメ作品に携わる。漫画『機動戦士ガンダム MS IGLOO 603』のゲム カモフで初めてガンダムのモビルスーツのデザインを担当。2006年の『機動戦士ガンダム00』では海老川兼武とともに主人公陣営のガンダムのデザインを担当。ウォルト・ディズニー・ジャパン制作のアニメ『ファイアーボール』では全キャラクター、美術、ガジェットなどを担当。
ゲームでは『スーパーロボット大戦シリーズ』、『XenobladeX』、ホビーではコトブキヤの『フレームアームズ』、KONAMIの『武装神姫』などのメカデザインを手掛ける。
メカデザインを行う際は、手描きのスケッチをもとに一旦3ds Maxでポリゴンモデルを起こし、デザインの物理的な整合性などを検討し、最後に手描きでクリーンナップするという工程をとる。

## 主な作品

### アニメ
2005年
- 交響詩篇エウレカセブン（デザインワークス）

2006年
- Ergo Proxy（デザインワークス）
- ゼーガペイン（デザインワークス）
- 機動戦士ガンダム MS IGLOO 黙示録0079（ビグ・ラングの後方デザイン・漫画版メカデザイン）
- 幕末機関説 いろはにほへと（小道具デザイン）

2007年
- 地球へ…（メカニカルデザイン）
- DARKER THAN BLACK -黒の契約者-（デザインワークス）
- 機動戦士ガンダム00（ガンダムデュナメス、ガンダムキュリオス、ガンダムヴァーチェ(ガンダムナドレ)のメカニックデザイン）

2008年
- 機動戦士ガンダム00 -セカンドシーズン-（ケルディムガンダム、アリオスガンダム、セラヴィーガンダム(セラフィムガンダム)、GNアーチャー、ガデッサ、ガラッゾ、ガッデス、ガガのメカニックデザイン）

2010年
- ブレイク ブレイド（メカニックデザイン）
- 劇場版 機動戦士ガンダム00 -A wakening of the Trailblazer-（メカニックデザイン）
- STAR DRIVER 輝きのタクト（インダストリアルデザイン）

2011年
- ファイアボール チャーミング（キャラクターデザイン）
- デッドマン・ワンダーランド（メカデザイン）
- 武装神姫 Moon Angel（デザインワークス）
- UN-GO（プロダクションデザイン）

2012年
- エウレカセブンAO（メカニックデザイン）

2013年
- スタードライバー THE MOVIE（インダストリアルデザイン）
- 革命機ヴァルヴレイヴ（メカニカルデザイン）
- ハヤテのごとく! Cuties（ゲストメカデザイン）
- テンカイナイト（メカデザイン）
- 攻殻機動隊 ARISE（-2014年、メカニックデザイン）

2014年
- キャプテン・アース（マシングッドフェローデザイン・メカニックデザイン）
- 楽園追放 -Expelled from Paradise-（メカニックデザイン）

2015年
- コメット・ルシファー（メカニックデザイン）
- コンクリート・レボルティオ〜超人幻想〜（SFデザインワークス）

2016年
- スカーレッドライダーゼクス（メカニックデザイン）

2017年
- フレームアームズ・ガール（FAガール ベースデザイン）
- マジンガーZ / INFINITY（メカニックデザイン）

2018年
- フルメタル・パニック! Invisible Victory（セットデザイン）

2019年
- エガオノダイカ（メカニックデザイン）
- 機甲英雄 機鬥勇者（機械設定）
- ガンダムビルドダイバーズRe:RISE（メカニックデザイン）

2021年
- アリス・ギア・アイギス 〜ドキッ!アクトレスだらけのマーメイドグランプリ♡〜（キャラクターデザイン・メカニックデザイン原案）

2022年
- サウンドバック 奏の石（メカニックデザイン）
- 機動戦士ガンダム 水星の魔女（メカニックデザイン）

2023年
- アリス・ギア・アイギス Expansion（キャラクターデザイン・メカニックデザイン原案）
- 機甲英雄 劇場版 我與我等於無限大（機械設定）
- 境界戦機 極鋼ノ装鬼（メカニックデザイン）

時期未定
- アイゼンフリューゲル（メカニックデザイン）

### ゲーム
1997年
- トバル2（モーションデザイン）

1998年
- エアガイツ（モーションデザイン、OPのメカデザイン）

1999年
- バウンサー（ムービーモーションデザイン）
- アーマード・コア2（背景、武器、パーツ、敵デザイン　※スタッフロールにはTakashi Aoyagi名義でクレジット）

2000年
- アーマード・コア2アナザーエイジ（背景、武器、パーツ、敵デザイン、オープニングCGコンセプト、絵コンテ）

2001年
- 叢-MURAKUMO-（メインメカニックデザイン）

2002年
- ギガンティックドライブ（OPムービー絵コンテ）

2004年
- ゼノサーガ エピソードII［善悪の彼岸］（背景デザイン）

2005年
- 機動戦士ガンダム 一年戦争（OPムービーレイアウト）
- スーパーロボット大戦J（ラフトクランズのメカデザイン）

2006年
- エウレカセブン NEW VISION（マップデザイン）

2007年
- スーパーロボット大戦W（ヴァルホーク、ヴァルストーク、ヴァルガード、ヴァルザカードのメカデザイン、カットイン原画）
- スーパーロボット大戦OG ORIGINAL GENERATIONS（カットイン原画）
- Another Century's Episode 3 THE FINAL（イクスブラウのメカデザイン）

2008年
- アユマユ オルタネイティヴ
- メタルギアソリッド4 ガンズオブザパトリオット（メカニックデザインクリンナップ）

2009年
- ダライアスバースト（敵側のメカデザイン全般）

2010年
- ダライアスバースト アナザークロニクル（敵側のメカデザイン全般）
- スカーレッドライダーゼクス（ヴォクス（アンカー発檄機構を含む）、フェイザーのメカニックデザイン）

2011年
- スティールクロニクル（スティールスーツデザイン）

2012年
- ダライアスバースト セカンドプロローグ（敵側のメカデザイン全般）

2013年
- メタルギア ライジング リベンジェンス（メカデザイン）

2015年
- ゼノブレイドクロス（メカデザイン）

2016年
- ダライアスバースト クロニクルセイバーズ（敵側のメカデザイン全般）
- アーガイルシフト（メカデザイン）

2018年
- アリス・ギア・アイギス（キャラクターデザイン、メカニックデザイン）

2019年
- LEFT ALIVE（メカデザイン）
- DEATH STRANDING（コンセプトアーティスト）

2020年
- ＃コンパス 戦闘摂理解析システム（HM-WA100 ニーズヘッグのメカニックデザイン）

2021年
- ボーダーブレイク（オービターシリーズ機体デザイン）

2023年
- アーマード・コアVI ファイアーズオブルビコン（メカニックデザイン）

### 漫画
- 機動新世紀ガンダムX〜UNDER THE MOONLIGHT〜 著：赤津豊（2004年、メカデザイン）

- 輻輳のマーグメルド 著：左菱虚秋（2011年 - 、メカデザイン）
- 機動戦士ガンダム 逆襲のシャア ベルトーチカ・チルドレン（2014年 - 、さびしうろあきと共作）
- 猟界のゼーレン（メカニックデザイン）

### CM
- PROJECT HAL（メカニックデザイン）[6]

### フィギュア
2007年
- 武装神姫 第4弾EXウェポンセット 砲台型MMS フォートブラッグ（キャラクターデザイン）

2008年
- 武装神姫 第8弾EXウェポンセットPlus 火器型MMS ゼルノグラード（キャラクターデザイン）

2010年
- 武装神姫 第11弾フィギュア 戦乙女型MMS アルトレーネ、戦乙女型MMS アルトアイネス（メカニカルデザイン）

2011年
- 武装神姫 モトレーサー型MMSエストリル、クルーザー型MMSジルリバーズ（メカニカルデザイン、未発売）

### プラモデル
- フレームアームズ、フレームアームズ・ガール（フレームアーキテクト、各フレームアームズデザイン、フレームアームズ・ガールのメカデザインなど）
- メガミデバイス（メカデザイン）
- 30 MINUTES MISSIONS（メカデザイン）

### デザイン集
2015年
- 柳瀬敬之メカニックデザインワークス（エムディエヌコーポレーション、ISBN 978-4-8443-6506-8）